# Majewo (stacja kolejowa)
Majewo (ros. Маево) – stacja kolejowa w miejscowości Majewo, na granicy rejonów nowosokolnickiego i pustoszkowskiego, w obwodzie pskowskim, w Rosji. Położona jest na linii Moskwa - Siebież.
Stacja powstała w czasach carskich na kolei moskiewsko-windawskiej, pomiędzy stacjami Nowosokolniki i Pustoszka